# فنجانکیان
فنجانکیان (نام علمی: Cyatheaceae) نام یک تیره از راسته فنجانک‌سانان است.